# Chelonus maudae
Chelonus maudae är en stekelart som beskrevs av Trevor Huddleston 1994. Chelonus maudae ingår i släktet Chelonus och familjen bracksteklar. Inga underarter finns listade i Catalogue of Life.